# Вирощування тютюну
Вирощування тютюну — комплекс агрокультурних заходів, який полягає в обробітку (культурі) тютюну, що включає посів тютюну, вирощування розсади, висадку розсади у відкритий ґрунт, полив, захист посадок від шкідників та біологічну і механічну обробку ґрунту.
Тютюн вирощують заради листя, з якого виготовляють цигарки, сигарети, сигари, люльковий і курильний тютюн. Зелене листя тютюну є сировиною для одержання харчового білка. Із суцвіття тютюну добувають ефірну олію, яку використовують у парфумерній та хімічній галузях промисловості.
Тютюн трудомістка культура і вимагає значних затрат ручної праці (із 95 технологічних операцій - 65 виконують вручну), в структурі витрат на виробництво тютюну оплата праці становить близько 75%. Вирощування тютюну, зазвичай, відбувається щорічно.
При вирощуванні тютюну слід пам'ятати, що листки тютюну мають високу гігроскопічність, і рослина активно поглинає з повітря шкідливі домішки. Протягом останніх десятиліть тютюн став токсичнішим, ніж був у ХІХ столітті.

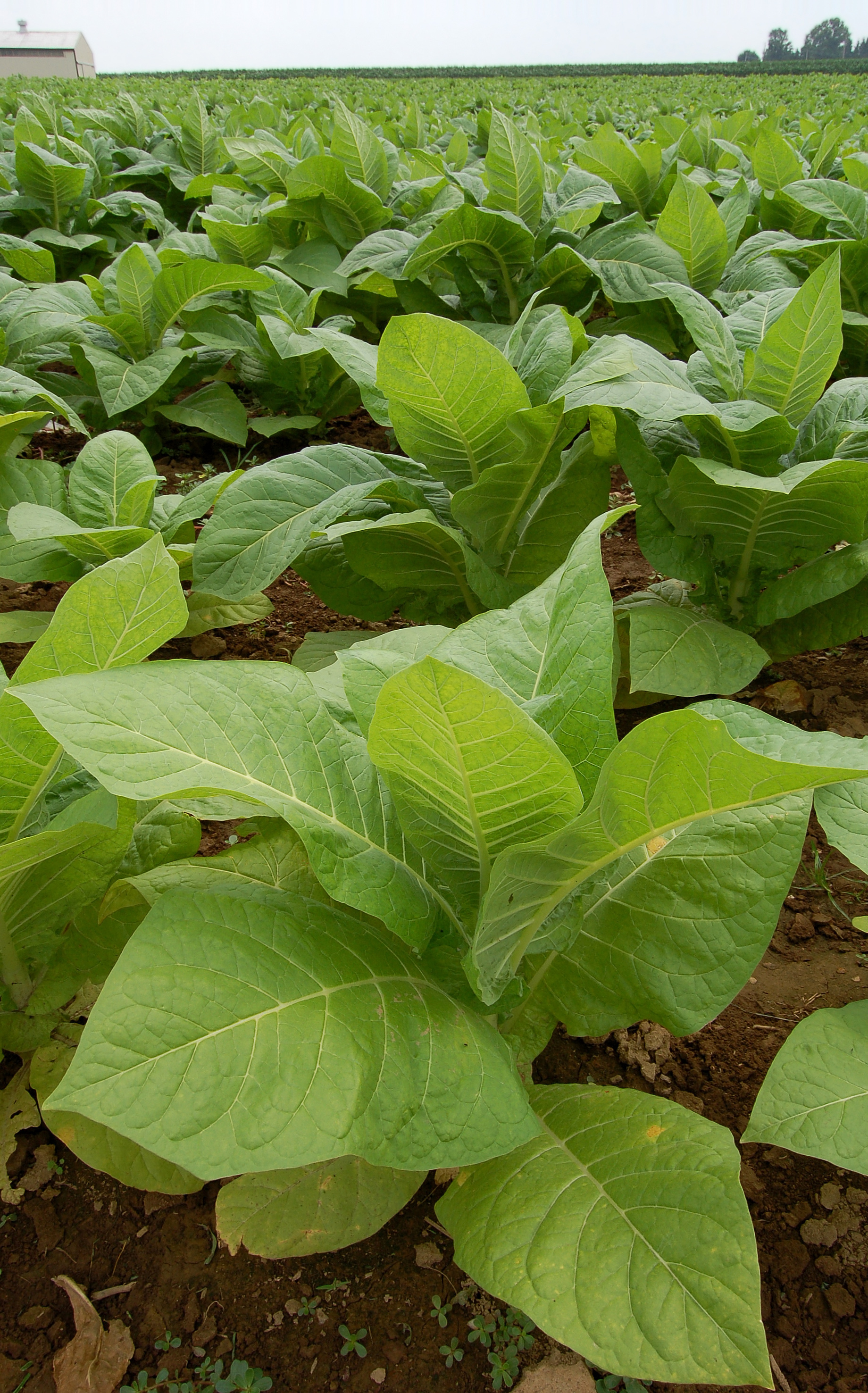
Плантація тютюну в Intercourse, Пенсильванія

## Невідповідності нормативної бази України
За класифікатором видів економічної діяльності в Україні «вирощування тютюну» має код підкласу 01.15 і відноситься до класу «01. Сільське господарство, мисливство та надання пов'язаних із ними послуг» та не включає в себе виробництво тютюнових виробів (кодом класу є «12.00  Виробництво тютюнових виробів»). При чому, за українською класифікацією тютюнова сировина є тютюновим виробом. На практиці це означає, що суб'єкту підприємницької діяльності в переліку своїх видів підприємницької діяльності потрібно зазначати обидва коди КВЕД, інакше це призведе до накладення штрафних санкцій чи інших дій.
Поняття «виробництво» — це діяльність, яка включає в себе і збут виготовленої продукції.

## Вміст нікотину у вирощуваному тютюні
Вміст нікотину тютюні залежить від різних умов: від району вирощування, сорту тютюну, типу ґрунту, умов агротехніки та обробки сировини.
У південно-східних районах України рослини містять більше нікотину, ніж у північно-західних.
На ґрунтах із високим вмістом гумусу вміст нікотину в рослинах тютюну підвищується. Кількість його в рослині зростає в міру технічного достигання листя. Після збирання врожаю до повного висихання рослин вміст його весь час зменшується.
У період сушіння і подальшої обробки сировини (ферментації) кількість нікотину, а також крохмалю і білків різко зменшується і водночас підвищується вміст органічних кислот, особливо лимонної.

## Сорти тютюну

### Сорти тютюну в Україні
В Україні вирощують 14 сортів тютюну, серед яких найбільш поширені: Крупнолистий 9, Крупнолистий, Подільський 23, Придністровський 26, Собольчський 334, Тернопільський 7, Американ 3, Американ 307, Дюбек 50, Дюбек новий. Інші сорти включають в себе сортипи: Переможець 83, Гостролист Б 2747, ароматизований Дюбек 44 (нормативна врожайність в Україні 10 ц/га), напівароматизований Американ (нормативна врожайність в Україні 15 ц/га), скелетні сортотипи Вірджинія та Берлі (нормативна врожайність в Україні 20 ц/га), та ін.
Жовтолисткові форми тютюну: Американ 307,ст., Талгарський, Американ Бахчисарайський, Американ 361, Американ Казбечний, Американ 85.
Зеленолисткові форми: Американ 14,ст., Американ 3, (Ароматний × Американ 3) × Ароматний, 
Американ 26, Кримський зелений, Імунний 580 × Американ 4, Багатолистковий.
Ароматичні форми: Ранішеспілий,ст., Ароматний 1, Ароматний × Американ 572, Джебел басма × Американ 3.
Дюбеки та Басми: Дюбек новий,ст., Дюбек Передгірний, Басма К, Дюбек 44
Питання селекції і агротехніки тютюну досліджували[коли?] в Українській дослідній станції з тютюну і махорки (Мельниця-Подільська (Чортківський район Тернопільської області), створеній 1959 року.[джерело?]
Досліди проводяться[коли?] ГПОХ «Передгірне» на дослідних ділянках відділу тютюнництва НІВіВ «Магарач», с. Табачне Бахчисарайського району АР Крим.

## Тривалість вирощування
Загальна тривалість життєдіяльності тютюнів є сумою тривалості часу вегетації в парниках і на відкритому ґрунті. Майже всі сорти сортотипів тютюну найбільше за все відрізняються по тривалості вегетаційного періоду в час від пересадки рослин у відкритий ґрунт до початку цвітіння. В залежності від умов вирощування розсади, вегетаційний період становить 45-60 днів, а польовий період (від висадки розсади у відкритий ґрунт до дозрівання коробочок), в залежності від швидкостиглості обраного сорту — від 60 до 150 днів.
Тривалість вегетації тютюну помітно змінюється під впливом захворювань: у рослин уражених тютюновою мозаїкою перехід до цвітіння значно затримується, а при пересадці у відкритий ґрунт розсади хворої кореневою гниллю вегетаційний період затягується ще більше — на 10-15 днів.
Найбільш швидкостиглі сорти і типи тютюну — Варатики і Басми, а найбільш пізньоспілі типи і сорти — Вірджинія і Мериленд.
Висадка тютюну може відбуватися шляхом посіву на розсаду, або посівом у відкритий ґрунт.

## Посів
Посів на розсаду в Україні проводять в другій половині лютого-березні.
При посіві у відкритий ґрунт, строки посіву — квітень-травень.
На біологічні властивості насіння мають значний вплив: культурні заходи з агротехніки, а також вплив погодних та ґрунтово-кліматичних умов, в яких формується насіння, ступінь зрілості насіння, вік і умови зберігання насіння.
Строки проростання бувають різними і коливаються в залежності від географічного місця вирощування та умов вирощування насіння — відношення насіння до світла, температури, вологості. Зазвичай, на третю добу зародок рухається в ріст.
У промисловому вирощуванні тютюну однією з негативних особливостей вирощування є те, що перед висіванням насіння протруюють (1 частина формаліну на 50 частин води витримується 10 хв), а потім після цього його пророщують.

## Пересадка
Оптимальними строками для висадки всіх сортів тютюну є кінець квітня — перша декада травня.
Час пересадки вирощеної розсади у відкритий ґрунт збігається з часом посіву насіння відразу у відкритий ґрунт. Розсаду пересаджують у фазі 5-6 листка після того, як мине загроза нічних заморозків.

## Підживлення

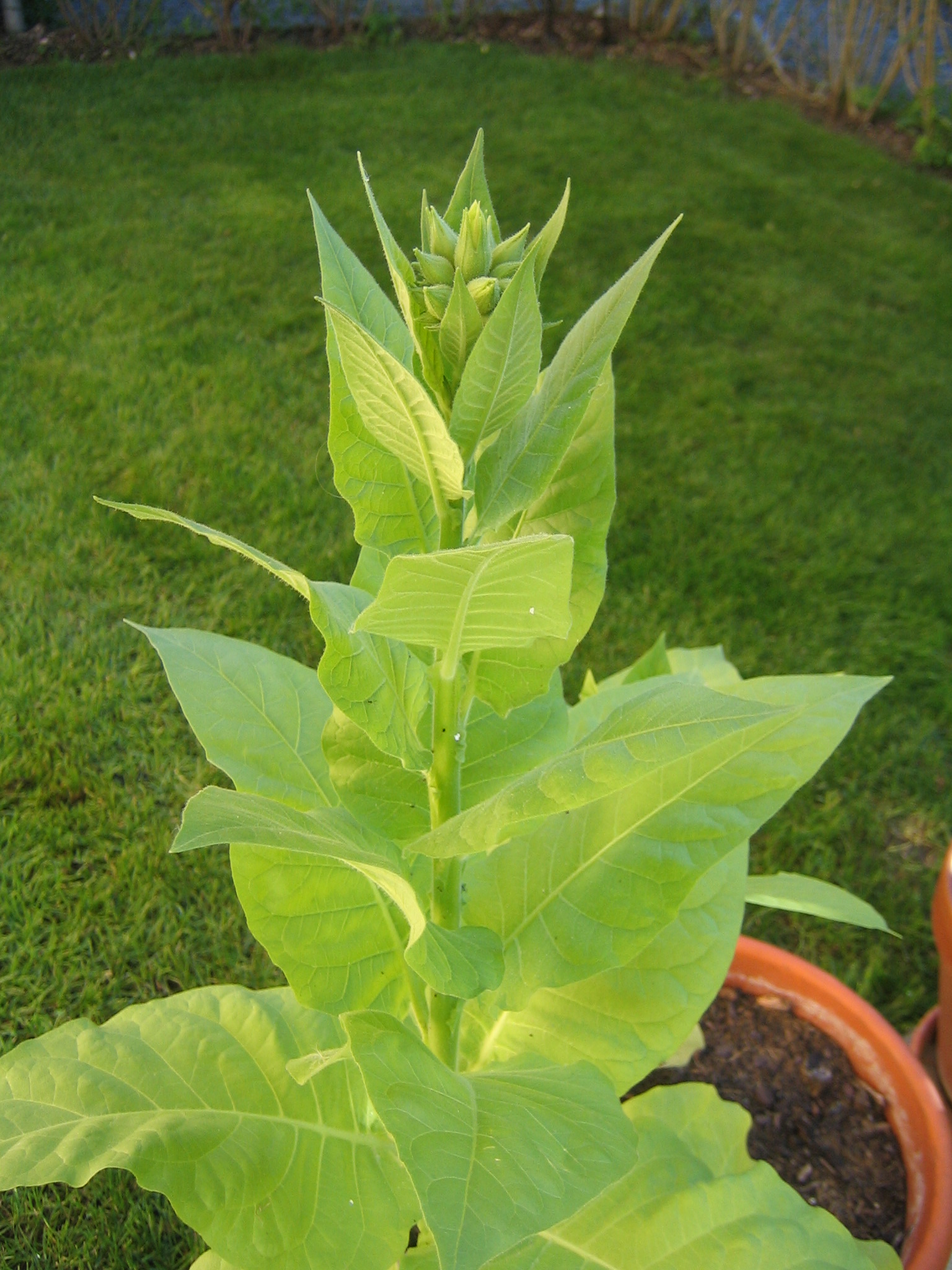
Nicotiana tabacum

Розсаду тютюну підживлюють розчином мінеральних добрив з розрахунку 30–40 г суперфосфату, 20–30 г аміачної селітри і 15–20 г калійної солі на відро води.
Перше підживлення проводять через 10 днів після садіння, а друге – через 10–15 днів після першого. При першому підживленні вносять повне мінеральне добриво, при другому – тільки калійні та фосфорні.
Див. про добрива відповідний розділ нижче.

## Хвороби і шкідники тютюну
Захворювання:
- Мокрий монтар (Licopersicum virus 5)

Шкідники:
Для боротьби зі шкідниками й хворобами при вирощуванні натурального тютюну в домашніх умовах вдаються тільки до природних засобів: часник, піретрум, відвари кропиви, полину.

## Добрива
Перехімізація сучасного вирощування тютюну в Україні є проблемою, оскільки постійно зростає кількість внесених мінеральних добрив, і це при тому, що культурні рослини засвоюють усього близько 40 % хімічних поживних речовин, що містяться в мінеральних добривах. Решта ж 60 % вимивається з ґрунту й потрапляє у водойми, забруднюючи їх. Для захисту врожаю від шкідників застосовують дедалі більше хімічних засобів боротьби — так званих пестицидів хлороорганічного, фосфороорганічного та іншого складу. Накопичення цих речовин в тютюні збільшує його токсичність.
Найвищі прирости врожаю забезпечують здебільшого азотні та фосфорні добрива, а внесення тільки азотних добрив призводить до погіршення якості сировини.
Найкращим джерелом поліпшення азотного режиму ґрунтів є використання різних видів органічних добрив.
Ефективним є висівання швидкорослих бобово-злакових та хрестоцвітих культур на зелене добриво — один зі способів поповнення елементів живлення в ґрунтах і поліпшення їхніх фізико-хімічних, агрохімічних, біологічних та екологічних властивостей.

### Фосфорні добрива
Фосфорні добрива прискорюють розвиток рослин — раніше зацвітають, більше накопичують вуглеводів, поліпшують колір листя та якість тютюну. Ці добрива також поліпшують якість продукції. Якщо джерелом фосфорних добрив є багаті на фосфор відходи металургійної промисловості, то безпечність їх може викликати сумніви, оскільки вони можуть містити шкідливі компоненти, наприклад, важкі метали.
Серед фосфорорганічних сполук є отруйні, токсичні та низькотоксичні сполуки, що характеризуються кумулятивним ефектом і становлять небезпеку для здоров'я людини.

### Калійні добрива
При вирощуванні тютюну потрібно не допускати нестачу калію в ґрунті, бо внаслідок цього листя тютюну може стати грубим, плямистим, зморшкуватим, а також рослини більше уражуються грибковими та бактеріальними хворобами.
Найбільш ефективним із калійних добрив для вирощування тютюну є сульфат калію.

### Хлористі калійні добрива
Хлористі калійні добрива знижують якість сировини, різко збільшують вміст хлору в тютюні, що негативно впливає на його горючість.

### Органічні добрива
Внесення органічних добрив підвищує врожай тютюну на 3–4 ц/га і водночас поліпшує якість сировини. Найбільший ефект досягається в разі застосування комплексного удобрення земель, тобто при поєднанні органічних та мінеральних добрив.
Для вирощування «органічного» тютюну для підживлення рослин використовують тільки «натуральні» добрива: гній та компост; кістяне борошно; вапняк; розмелений до борошна базальт; глауконітовий пісок; золу водоростей; рибну емульсію.

## Пестициди
Вирощування тютюну в Україні можна вважати екологічною проблемою України, оскільки воно супроводжується використанням пестицидів та інших хімікатів, які не лише забруднюють навколишнє середовище, але і накопичуються в листі тютюну та згодом потрапляють в організм людини.
Залишки дихлордифенілтрихлоретану і дієлдрину, які широко використовувалися у процесі вирощування тютюну до їхньої заборони у 1981 році, все ще виявляються в ґрунтах і висушеному тютюновому листі.
Особливе погіршення смакових якостей тютюну відбувається через хлористі сполуки кальцію, які можуть накопичуватися в ньому внаслідок внесення їх у вигляді добрив під час вирощування тютюну.
З 2012 р. на вміст нітратів та хлорорганічних пестицидів у тютюні почнуть діяти нормативи ДСТУ ISO 15517:2009 «Тютюн. Визначення вмісту нітратів методом аналізу в безперервному потоці» та ДСТУ ISO 4389:2009 «Тютюн і тютюнові вироби. Визначення залишкового вмісту хлорорганічних пестицидів методом газової хроматографії».

## Вирощування тютюну в Україні
Спроби вирощування тютюну в Галичині і на Буковині датуються серединою XVII століття. У 1677 році, у часи Йогана ІІІ, тютюнництво обкладалось податками. Вже у великому обсязі на початку XVIII століття тютюнництвом на Поділлі займались німецькі колоністи. У Східній Галичині почали вирощувати тютюн після приєднання до Австрії (1772), а саме вирощування було дозволене у 15 районах Східної Галичини, а також на Буковині, у місцевостях, які межують з Галичиною.
Сьогодні[коли?] тютюн вирощують у деяких південних і західних областях України, зокрема, в Тернопільській, Хмельницькій, Івано-Франківській, Вінницькій, Чернівецькій, Одеській, Закарпатській областях, а також у Криму. При цьому більша частина вирощуваних там сортів відноситься до так званих напіворієнтальних сортів і вимагає додаткової процедури — ферментації. Напіворієнтальні сорти тютюну не завжди підходять до рецептури сучасних тютюнових сумішей.
В основних районах вирощування жовтих тютюнів поширені сірі й темно-сірі опідзолені ґрунти та опідзолені чорноземи.
В Автономній Республіці Крим тютюни вирощують на вапняково-скелетних та червоно-бурих ґрунтах. На цих типах ґрунтів найефективнішим вважається використання повних мінеральних добрив.
За всю історію тютюнництва в Україні, найбільшу кількість тютюнового сухого листу було зібрано у 1972 році — 36,8 тисяч тонн при урожайності 13,8 ц/га і площі 26,6 тисяч гектарів. У сфері виробництва тютюну було постійно зайнято 130—135 тисяч осіб, на повну потужність працювали вісім тютюново-ферментаційних заводів, на яких було залучено 2 тисячі чоловік.
Вирощування тютюнової сировини в Україні було значним у 1980-х рр. — (28 190 т в 1987 р.). Потім воно щорічно скорочувалося, і у 2006 р. в Україні було вироблено лише 340 т тютюнової сировини, що становить 1,2 % рівня 1987 р.
Площа земель задіяних під вирощування тютюну, зменшилась з 21 700 га в 1980 р. до
480 га у 2006 р., що становить близько 0,001 % посівних площ сільськогосподарських культур.
У 2000—2007 рр. імпорт тютюнової сировини збільшився майже вдвічі. Більша частина іноземних інвесторів віддала перевагу сировині з Німеччини, Киргизстану, США, Греції, Італії, Іспанії через несприятливі для вирощування тютюну кліматичні умови України. Найбільше було імпортовано сировини з Німеччини та Киргизстану.
Станом на 2009 рік лише 7 % від загальних потреб, що становить близько 50 тисяч тонн — вирощується в Україні.
| Рік       | Зібрана площа, тис. га | Урожайність, ц/га | Валовий збір, тис. ц      | Валовий збір, тис. ц | Валовий збір, тис. ц    | Валовий збір, тис. ц   | Валовий збір, тис. ц |              |
| Рік       | Зібрана площа, тис. га | Урожайність, ц/га | усі категорії господарств |                      |                         |                        |                      |              |
| Рік       | Зібрана площа, тис. га | Урожайність, ц/га | усі категорії господарств | у тому числі         | у тому числі            | у тому числі           | у тому числі         | у тому числі |
| Рік       | Зібрана площа, тис. га | Урожайність, ц/га | усі категорії господарств | с-г. підприємства    | фермерські господарства | господарства населення |                      |              |
| --------- | ---------------------- | ----------------- | ------------------------- | -------------------- | ----------------------- | ---------------------- | -------------------- | ------------ |
| 1940      | 20,2                   | 8,8               | 178                       | 178                  | -                       | -                      |                      |              |
| 1950-1954 | 23,4                   | 6,3               | 148                       | 148                  | -                       | -                      |                      |              |
| 1955-1960 | 25,2                   | 8,5               | 214                       | 214                  | -                       | -                      |                      |              |
| 1961-1965 | 23,6                   | 10,1              | 238                       | 238                  | -                       | -                      |                      |              |
| 1966-1970 | 27,0                   | 11,0              | 297                       | 297                  | -                       | -                      |                      |              |
| 1971-1975 | 26,7                   | 10,7              | 286                       | 286                  | -                       | -                      |                      |              |
| 1981-1985 | 20,6                   | 7,8               | 161                       | 161                  | -                       | -                      |                      |              |
| 1986-1990 | 15,3                   | 13,1              | 201                       | 201                  | -                       | -                      |                      |              |
| 1991-1995 | 6,9                    | 10,0              | 69                        | 69                   | -                       | -                      |                      |              |
| 1996-2000 | 2,42                   | 7,1               | 17,2                      | 17,2                 | -                       | -                      |                      |              |
| 2001-2005 | 1,72                   | 8,8               | 1,64                      | 0,93                 | 0,15                    | 0,56                   |                      |              |
| 2006      | 0,48                   | 7,2               | 0,34                      | 0,14                 | -                       | 0,2                    |                      |              |
| 2007      | 0,23                   | 6,8               | 0,16                      | 0,03                 | -                       | 0,13                   |                      |              |
| 2008      | 0,22                   | 7,2               | 0,16                      | 0,04                 | -                       | 0,12                   |                      |              |
| 2009      | 0,12                   | 9,0               | 0,11                      | 0,03                 | -                       | 0,08                   |                      |              |

## Ціни на тютюнову сировину
Середня ціна реалізації вітчизняного тютюну в 2008/2009 МР в Україні становила 12 тис. грн. за тонну, що нижче рівня визначених Національним університетом біоресурсів і природокористування України мінімальних цін на 33-50% залежно від сортотипу 4-го сорту. При цьому середня ціна імпортного тютюну за 2009 рік склала 35,6 тис.грн./т, або майже в 3 рази більше внутрішніх цін.
Реалізаційні ціни на тютюн встановлюються місцевими тютюново-ферментаційними заводами за погодженням з тютюновими фабриками і не залежать від сезонності.
| Рік  | Грошова одиниця | Тип тютюну           | Товарний сорт | Товарний сорт | Товарний сорт | Товарний сорт |
| Рік  | Грошова одиниця | Тип тютюну           | І             | ІІ            | ІІІ           | IV            |
| ---- | --------------- | -------------------- | ------------- | ------------- | ------------- | ------------- |
| 2003 | грн./кг         | Крупнолистий, Берлей | 5,40          | 5,00          | 4,70          | 4,00          |
| 2004 | грн./кг         | Крупнолистий, Берлей | 5,40          | 5,00          | 4,70          | 4,00          |
| 2005 | грн./кг         | Крупнолистий, Берлей | 5,40          | 5,00          | 4,70          | 4,00          |
| 2006 | грн./кг         | Крупнолистий, Берлей | 5,80          | 5,10          | 4,70          | 4,00          |
| 2007 | грн./кг         | Крупнолистий, Берлей | 6,80          | 6,00          | 5,40          | 4,00          |
| 2008 | грн./кг         | Крупнолистий, Берлей | 9,20          | 8,20          | 6,20          | 5,00          |
| 2009 | грн./кг         | Крупнолистий, Берлей | 12,0          | 10,80         | 9,50          | 8,00          |
| 2010 | грн./кг         | Крупнолистий, Берлей | 12,0          | 10,80         | 9,50          | 8,00          |

Див.також: Сучасний стан тютюнової промисловості України

## Вирощування тютюну по всьому світу

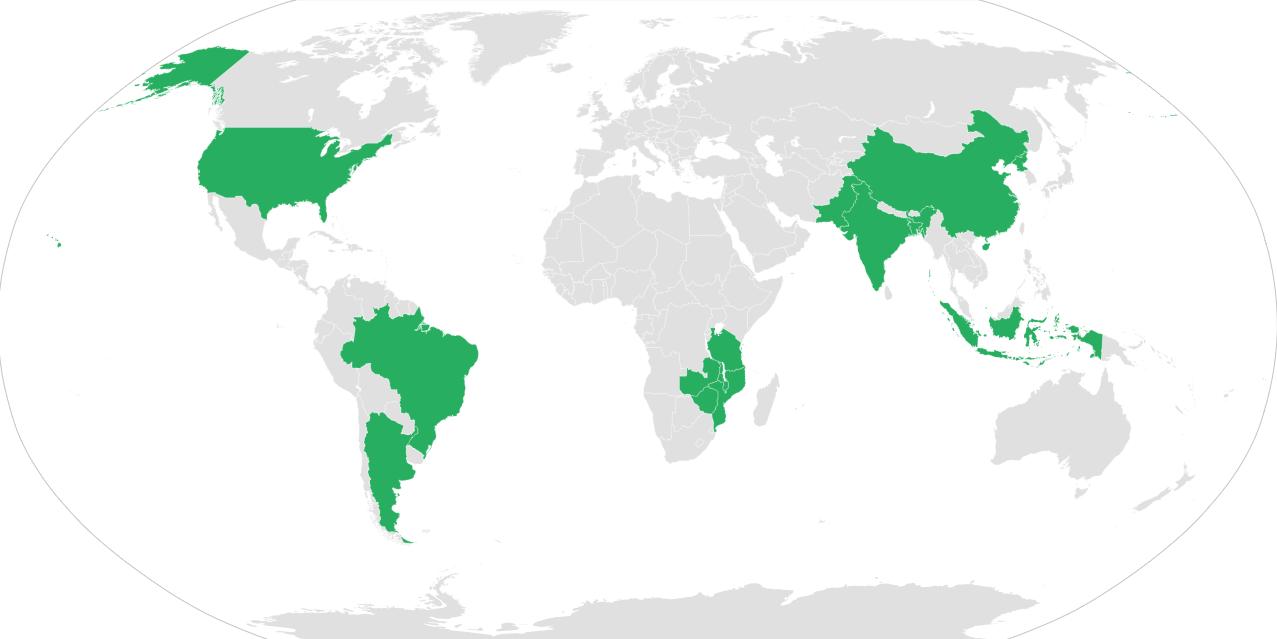
Вирощування тютюну в 2017 році